# Maltzahn

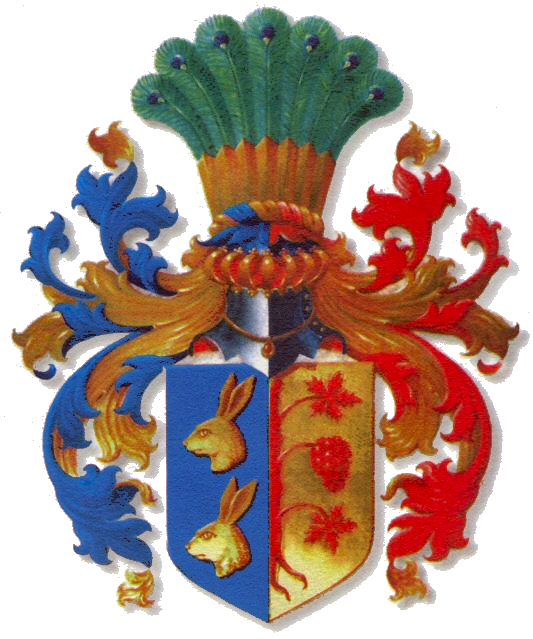
Stammwappen derer von Maltza(h)n

Maltzan, Malzahn oder Maltzahn, in älterer Zeit Moltzan oder Moltzahn, ist der Name eines uradeligen Geschlechts aus Mecklenburg und Vorpommern, das mit Bernhardus de Mulsan als Schiedsrichter im Isfriedschen Teilungsvertrag von 1194 erstmals urkundlich erscheint und deren Angehörige im Ratzeburger Zehntregister vielfach als Lehnsmänner des Ratzeburger Bischofs erwähnt werden. Die Stammreihe beginnt mit Ludolf Moltzan, der als Burgmann zu Gadebusch in den Jahren 1256 bis 1283 genannt wird.
Die älteren Familienmitglieder werden als Moltzan genannt. Joachim von Maltzahn (1492–1556) aus dem Stamm Penzlin änderte den Namen in Maltzan. Die Angehörigen des Stammes Sarow schreiben sich dagegen Maltzahn.

## Geschichte

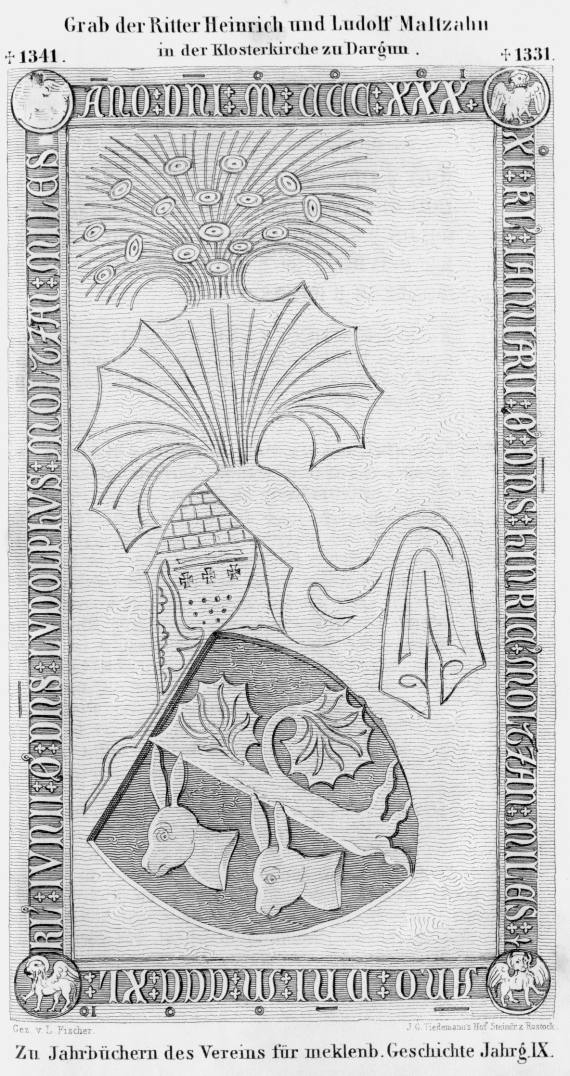
Grab der Ritter Heinrich († 1341) und Ludolf († 1331) Maltzahn in der Klosterkirche zu Dargun

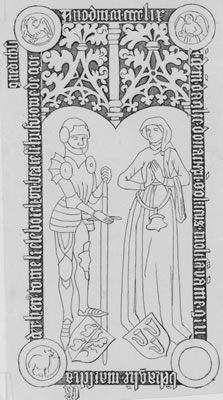
Grabstein des Ulrich II. von Maltzan und seiner Frau Beate, geb. von Vieregge, a. D. 1459, in der Pfarrkirche von Grubenhagen

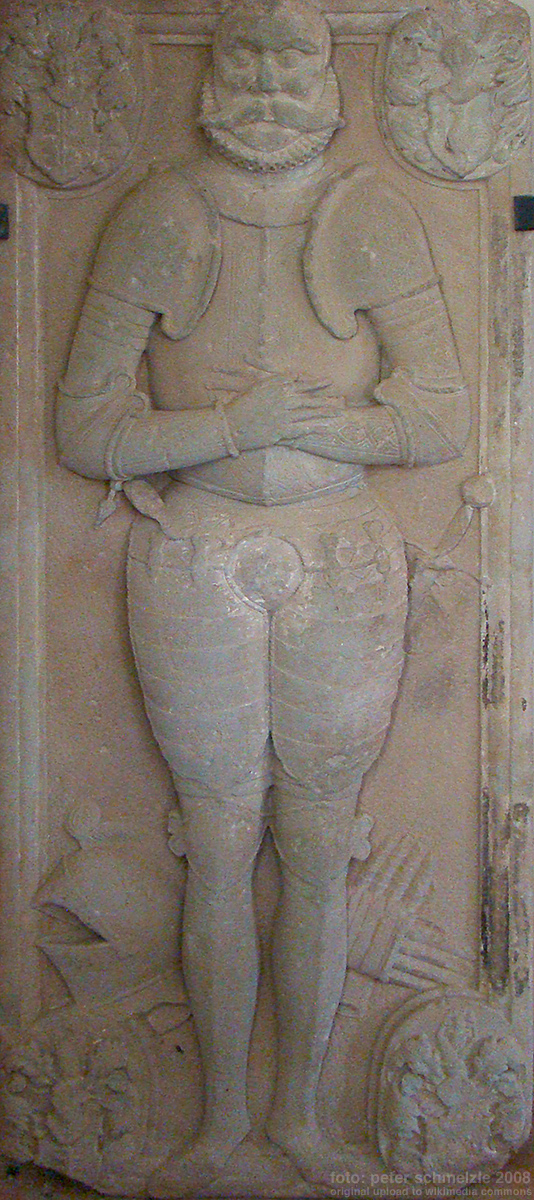
Grabplatte Hartwig von Maltzahns († 1591) in der Dorfkirche Kummerow

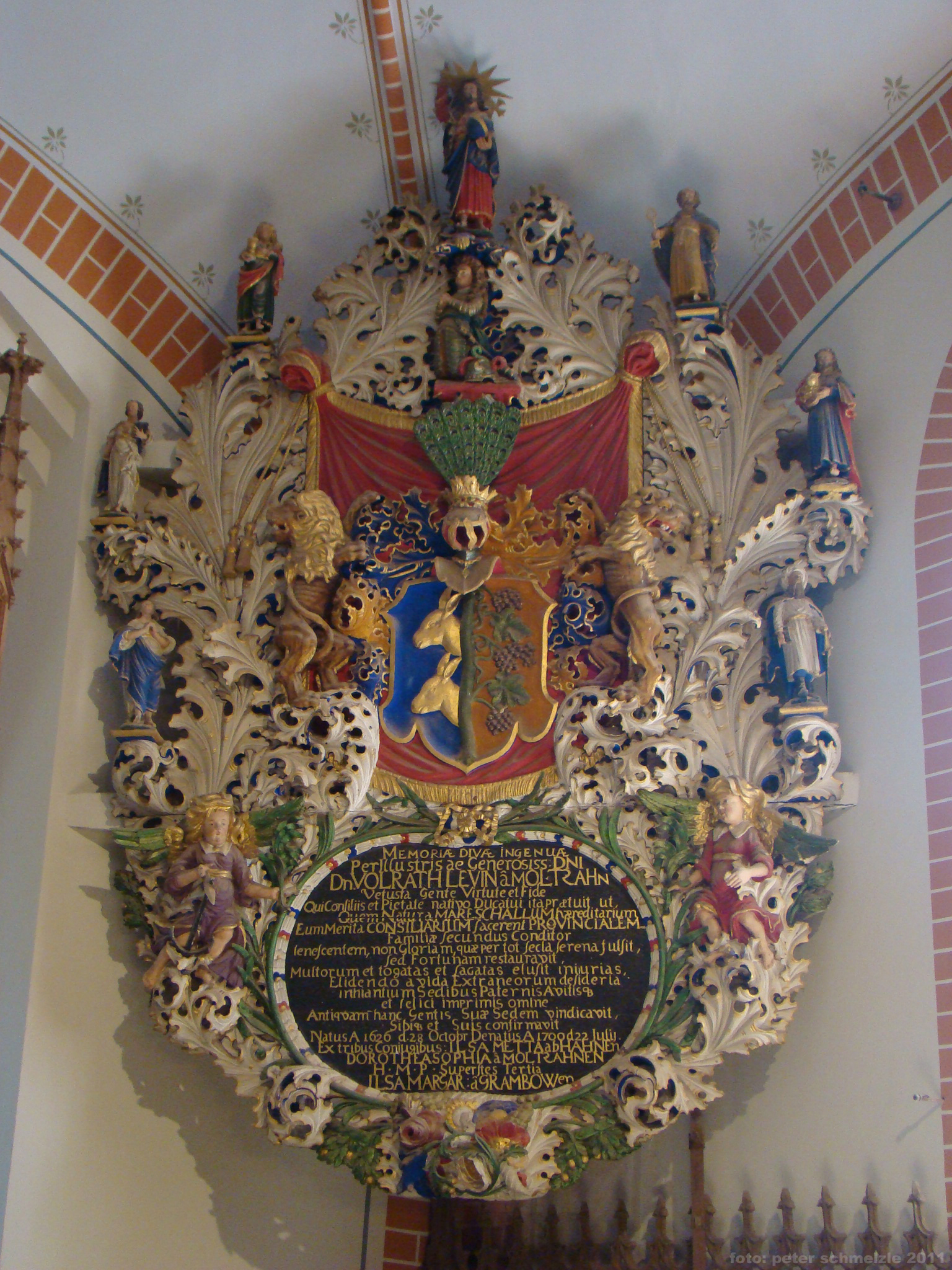
Epitaph des Volrad Levin von Moltzahn (1626–1700) in Kirch Grubenhagen

Die Maltza(h)n zählen zum mecklenburgisch vorpommerschen Uradel. Gemäß älteren Werken zur Familiengeschichte soll die Familie aus der Gegend um Ratzeburg stammen, wo ab 1246 auch der Ort Molzahn belegt ist. Der erste urkundlich genannte Vorfahre ist Bernhardus de Mulsan, ein bischöflich ratzeburgischer Lehensträger im Jahr 1194. Bernhard und seine Nachkommen erwarben neben Besitztümern bei Ratzeburg auch Lehen der Fürsten (und ab 1348) Herzöge von Mecklenburg bei Gadebusch. Ein Johannes de Multzyan war Burgmann in Gadebusch und erscheint um 1230 unter den Zeugen des mecklenburgischen Fürsten Johann I. und wurde von diesem nach der Eroberung der Vogteiburg zu Kummerow dort als Vogt eingesetzt. Nach dem Vergleich von Mecklenburg und Pommern von 1240 blieb Johann dort Vogt und wurde damit auch Vasall der Herzöge von Pommern. Die Moltzan blieben Vögte zu Kummerow bis 1320.
Von 1256 bis 1283 wird ein Ludolfus de Moltshane als Zeuge der mecklenburgischen Fürsten und ihrer Nebenlinie, der Fürsten von Werle genannt. Dieser Ludolf ist der älteste sichere Ahne der Stammreihe der Familie. Seine Nachkommen waren teils auch Vasallen der Bischöfe von Schwerin und erhielten als bischöfliche Burgmannen zu Bützow weitere Lehen, darunter Kurzen Trechow (um 1350 bis 1641) und Langen Trechow. Über weiteren Besitz in Rothenmoor (1372 bis 1877) und dem benachbarten Tribeschendorf sowie auf Schorssow (1400 bis 1545) spaltete sich die Familie, ausgehend von den Brüdern Bernhard (erwähnt 1293 bis 1318), Friedrich und Ulrich, in verschiedene Stämme auf, von denen jedoch zwei Stämme bereits im 15. Jahrhundert wieder erloschen. Die heute lebenden Angehörigen der Familie sind Nachkommen des Bernhard.
Bernhards Sohn Ludolf († 1341) erbte um 1330 von seinem Schwiegervater Henning von Winterfeld, dem Marschall von Pommern-Stettin, unter anderem neben Burg Wolde auch Burg Osten an der Tollense mit den Dörfern Schmarsow, Vanselow, Roidin und Teusin. Damit verbunden war das Erblandmarschallsamt im Herzogtum Pommern-Stettin. Ludolfs Söhne Bernhard (erw. 1341 bis 1393), Heinrich (erw. 1341 bis 1359) und Ulrich (erw. 1341 bis 1391) teilten das Erbe des Vaters. Bernhard erhielt die Hälfte von Osten sowie die Vogtei in Loitz und begründete den Stamm Osten-Kummerow, der mit Bernhards Ururenkel Hartwig im Jahr 1482 auch wieder die Vogtei in Kummerow als Lehen erhielt. Heinrich erhielt die andere Hälfte von Osten und die Hälfte von Grubenhagen mit Schloss- und Kirch-Grubenhagen, Großenluckow, Kleinluckow, Steinhagen und Barz. Seine Nachfahren erhielten 1414 von den Fürsten von Werle die Vogtei Penzlin sowie 1428 von Kasimir V. von Pommern-Stettin die Burg Wolde mit Gütern, woraus sich der Stamm Penzlin entwickelte. Der dritte Bruder Ulrich erhielt die andere Hälfte der Besitztümer in Grubenhagen und begründete den (heute erloschenen) Stamm Grubenhagen, der in Trechow, Rothenmoor und Schorssow begütert war und das Amt des Erblandmarschalls der Herrschaft Werle innehatte.
Im Einschreibebuch des Klosters Dobbertin von 1696–1918 befinden sich 82 Eintragungen von Töchtern der Familien von Moltzahn und von Maltzan sowie Baronessen und Gräfinnen zur Aufnahme in das dortige adlige Damenstift.
Die neueste Familiengeschichte (1979) unterscheidet für die Maltza(h)ns knapp 60 Stämme, Linien, Äste, Unteräste, Zweige und Häuser, letztere teilweise in älteren und jüngeren Stammfolgen unter demselben Namen.

### Stamm Grubenhagen (Moltzan)
Die Grubenhagener tauschten mit den Wolde-Penzliner Moltzans die Hälfte von Grubenhagen gegen Schorssow ein und erwarben mehrere Dörfer zwischen Teterow und Waren, deren Ländereien von Ulrich Moltzan († 1572) zum Rittergut Ulrichshusen vereinigt wurden. Der letzte Nachkomme des Stammes war Cord Moltzan, der 1815 bei einem Duell zu Tode kam. Der größte Teil des Besitzes kam an die Linie Wartenberg-Militsch in Schlesien, die die Güter dann größtenteils verkaufte.

### Stamm Penzlin (Maltzan)
Auch der Penzliner Stamm (Maltzan) konnte seine Besitztümer unter den Brüdern Lüdeke († 1529) und Bernd von Moltzan († 1525) rasch mehren. Lüdeke erwarb Schloss Sarow mit zugehörigen Gütern und wurde außerdem mit dem Rittersitz in Neverin belehnt. Bernd dagegen verlor 1501 zunächst die Burg Wolde, wurde dann jedoch mit Burg und Stadt Penzlin belehnt und erwarb einen Teil der Herrschaft Prillwitz. Bernds Sohn Joachim (1492–1556) war in höchsten militärischen und diplomatischen Diensten des Herzogs von Mailand, des Königs Franz, des französischen Königs und des Herzogs von Braunschweig-Lüneburg tätig und erwarb 1523 zusammen mit seinem Bruder Georg (1501–1562) die Standesherrschaft Wartenberg in Schlesien. Joachim war auch derjenige, der den Namen von Moltzan in Maltzan änderte. 1530 erhob Kaiser Karl V. auf dem Reichstag in Augsburg die Brüder Joachim von Maltzan, Herr der Standesherrschaft Wartenberg in Schlesien, Kaiserlicher Rat und Generalfeldhauptmann, und Georg von Maltzan, Herzoglich mecklenburgischer Rat, in den böhmischen Freiherrnstand und wenig später als Freiherrn zu Wartenberg und Penzlin in den Reichsfreiherrnstand. Joachim begründete die Linie Wartenberg-Militsch, Georg begründete die Linie Penzlin.

#### Linie Penzlin
Die von Georg (1501–1562) begründete Linie verarmte durch Besitzteilungen und die Verwüstungen während des Dreißigjährigen Krieges und starb 1775 aus.

#### Linie Wartenberg-Militsch
Ab 1591 bis 1945 war die Freie Standesherrschaft Militsch in Niederschlesien (mit zuletzt zwölf Gütern) im Besitz der Maltzan. 1694 empfingen die Brüder Joachim Wilhelm und Nicolaus Andreas Maltzan, Freiherrn zu Wartenberg und Penzlin, in Wien den böhmischen Grafenstand.
1702 erwarb Hans Heinrich Maltzan auf Neuschloß in Schlesien (1640–1706) von seinem Penzliner Vetter das Lehens- und Reluitionsrecht an den Penzliner Gütern. 1774 wurde den Maltzans das preußische Erboberlandeskämmereramt des Herzogtums Schlesien verliehen (1852 erneuert). Joachim Andreas Graf Maltzan auf Militsch war Träger des hohen Ordens vom Schwarzen Adler. 1805 erhielt Ferdinand von Maltzan infolge eines Erbvergleichs mit seinen beiden Brüdern Friedrich und Adolph die Güter Penzlin, Werder, Bauhof und Neuhof, Krukow, Mallin, Rehse und Wustrow, aus denen er ein Familienfideikommiss stiftete. Das Gut Großen Luckow befand sich von 1417 bis 1945 im Besitz verschiedener Linien der Maltzahn und zuletzt der Maltzan.
1833 erfolgte eine preußische Namen- und Wappenvereinigung mit denen der Grafen von Wedell als Grafen von Maltzan-Wedell.

### Stamm Sarow (Maltzahn)
Der von Bernhard (erw. 1341 bis 1393) begründete Stamm Sarow (Maltzahn) teilte sich bald in eine Linie auf Osten-Kummerow und eine Linie auf dem zu Pommern gehörenden Sarow, das im Jahr 1516 mit anderen Gütern zunächst als Pfand von den Voß an Joachim von Maltzahn kam, was bald eine Fehde zwischen beiden Familien auslöste. Durch langwierige und kostspielige Prozesse war die Linie auf Sarow dann gezwungen, einen Teil ihrer Güter zeitweise an die Maltzahn'sche Linie in Osten-Kummerow zu verpfänden. Ludolfs Urenkel Albrecht Joachim (1611–1676) gelang es jedoch, die verpfändeten Güter wieder einzulösen. Er erhielt 1646 auch wieder den von Bernd um 1500 verlorenen pommerschen Teil von Wolde zu Lehen. Albrecht Joachims Sohn Hans Jakob (1650–1729) löste schließlich auch die von der 1690 erloschenen Linie Osten-Kummerow verpfändeten Güter wieder ein. 1854 erfolgte die mecklenburg-schwerinsche Anerkennung des Freiherrnstandes für Landrat Friedrich Freiherr von Maltzan auf Rothenmoor.
Bedeutende Besitze und Schlossbauten der Maltzahn waren Rottmannshagen (1482–1862) und Zettemin sowie Wolde. Sie bildeten mit Duckow und anderen Maltzahn'schen Besitzungen in der Umgebung jahrhundertelang eine pommersche Exklave in Mecklenburg, dei säben Dörper genannt. Erst 1937 wurde diese Exklave aufgelöst, und die Orte wechselten vom Kreis Demmin in den mecklenburgischen Kreis Malchin. Wolde lag genau auf der Grenze zwischen Mecklenburg und Pommern, beide Herzöge beanspruchten die Oberhoheit und wurden von den Maltzahns und den auf sie folgenden Besitzerfamilien gegeneinander ausgespielt, bis der Ort 1873 geteilt wurde.
Mit dem Aussterben der verschwägerten Grafen von Plessen erbten die Sarower Maltzahn 1761 das Gut Ivenack sowie weitere Güter und es erfolgte eine Namens- und Wappenvereinigung für Helmuth Freiherr von Maltzahn († 1797), Majoratsherr auf Ivenack, vererblich auf den jeweiligen Besitzer des Majorats Ivenack als „Freiherr von Maltzahn Graf von Plessen“ (als Erstgeburtstitel im Mannesstamm, die übrigen Nachfahren führten weiter den Namen Freiherr/Freiin von Maltzahn). Aus der Ivenacker Erbschaft konnten mehrere Angehörige des Stammes mit eigenen Gütern ausgestattet werden.

## Historische Besitzungen

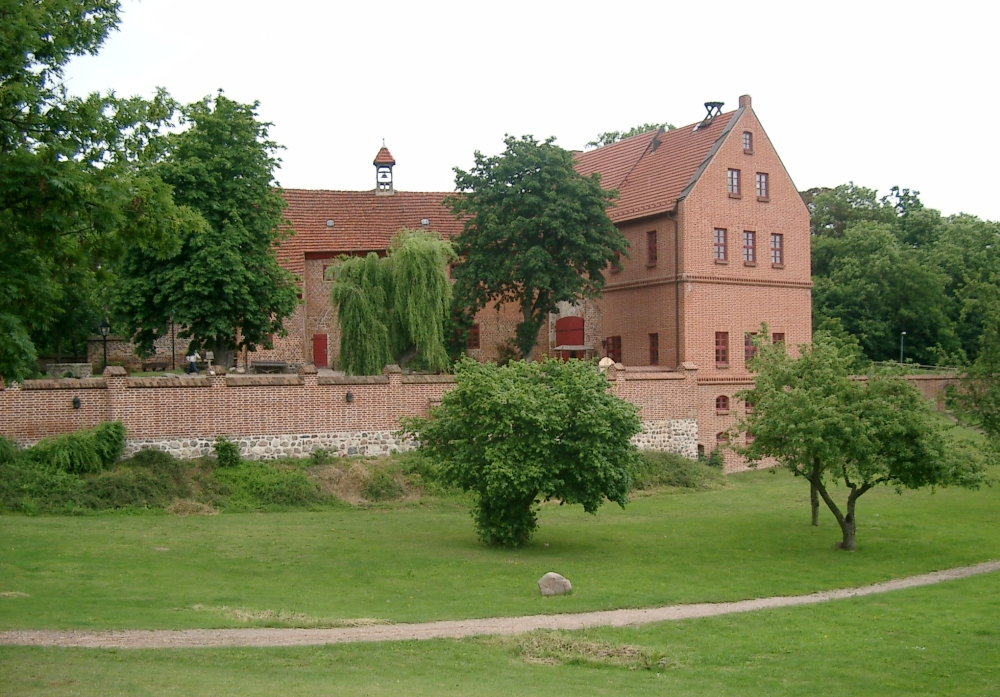
Alte Burg Penzlin
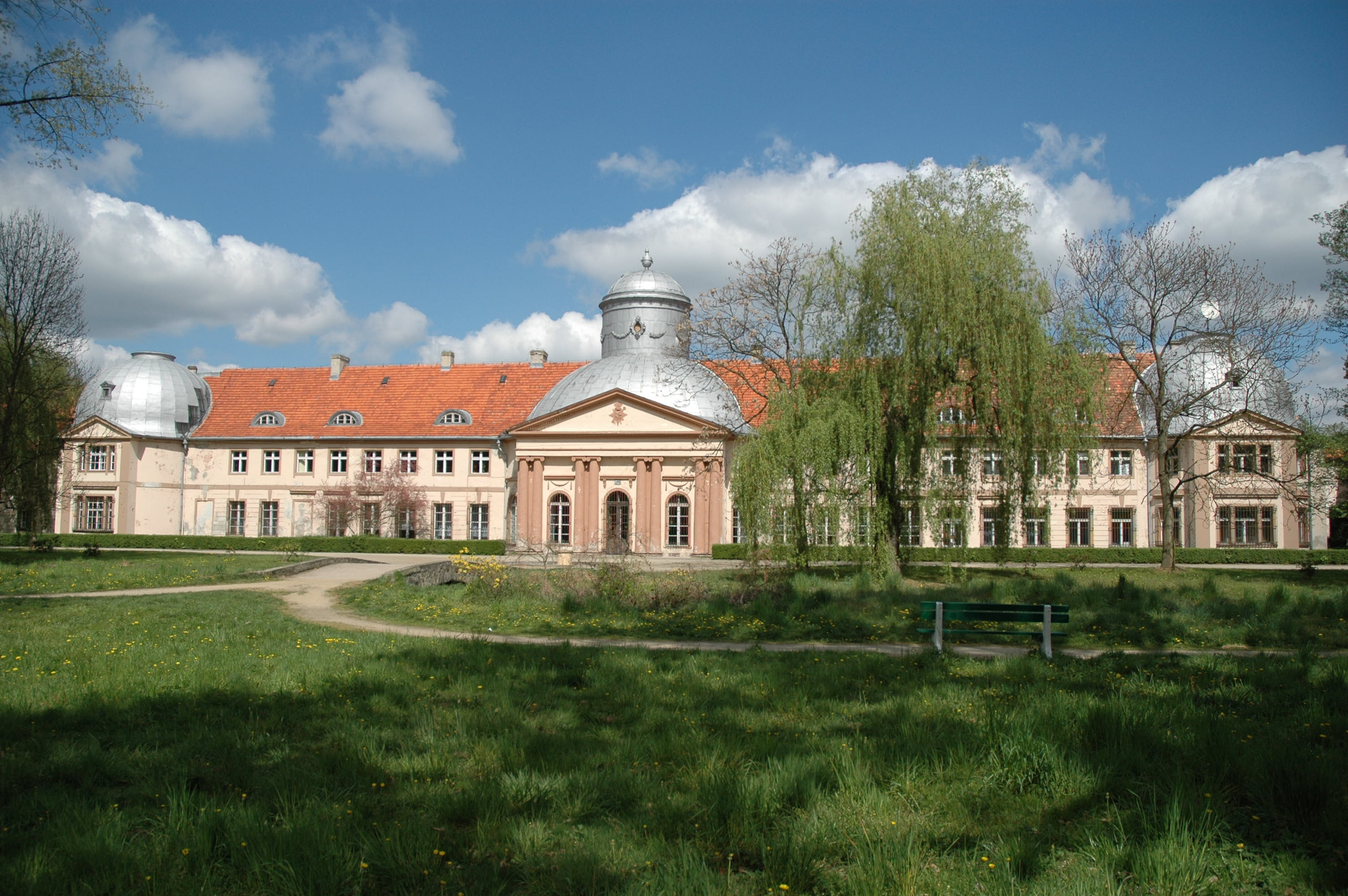
Schloss Militsch in Militsch, Niederschlesien
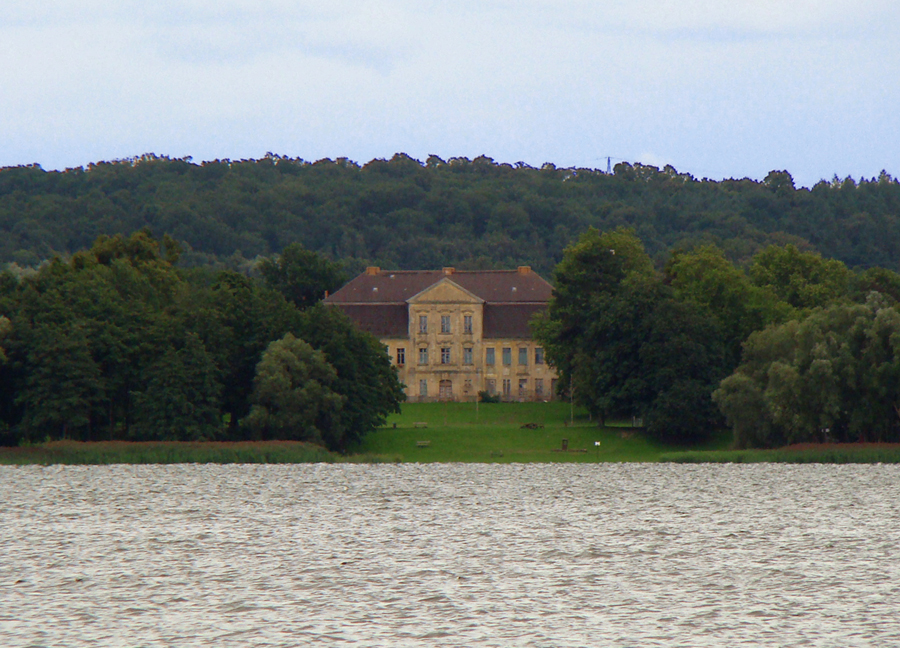
Schloss Kummerow
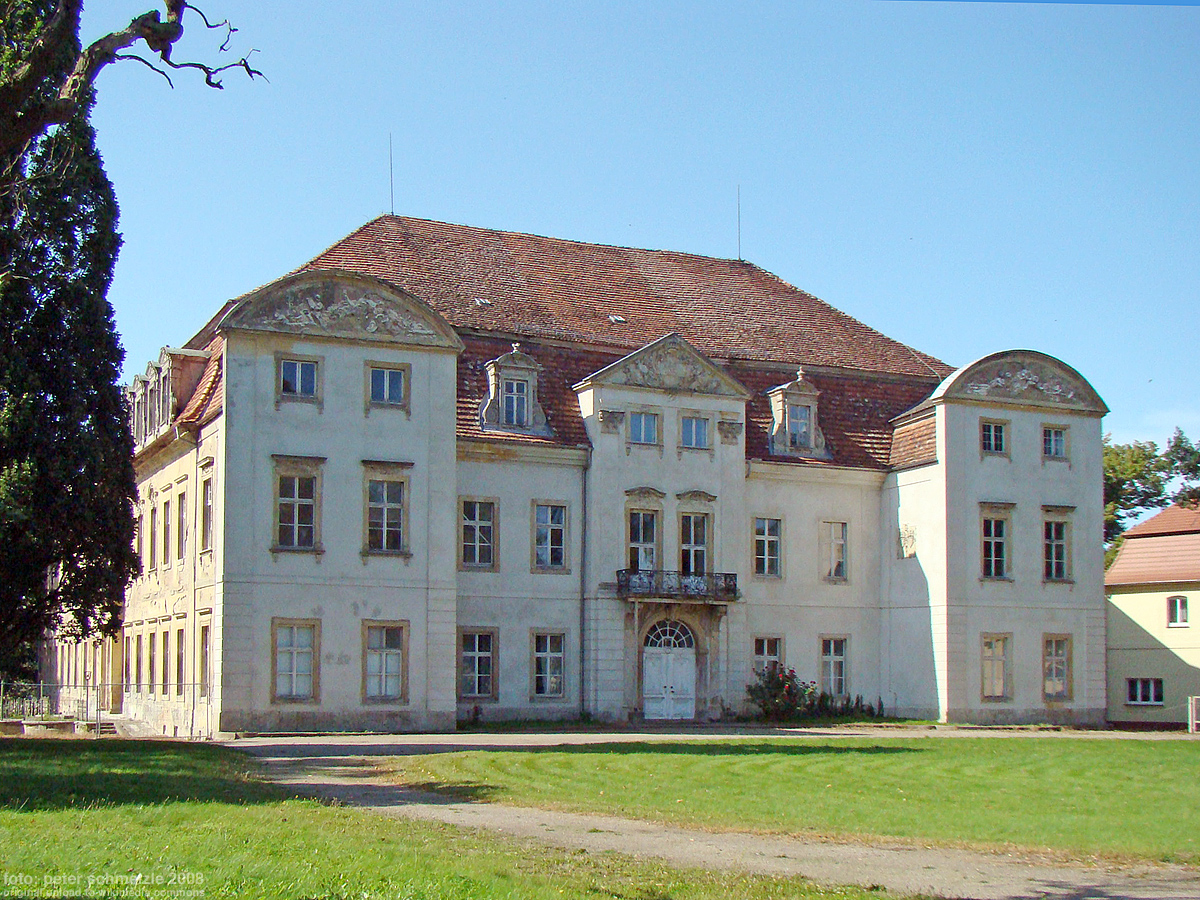
Schloss Ivenack
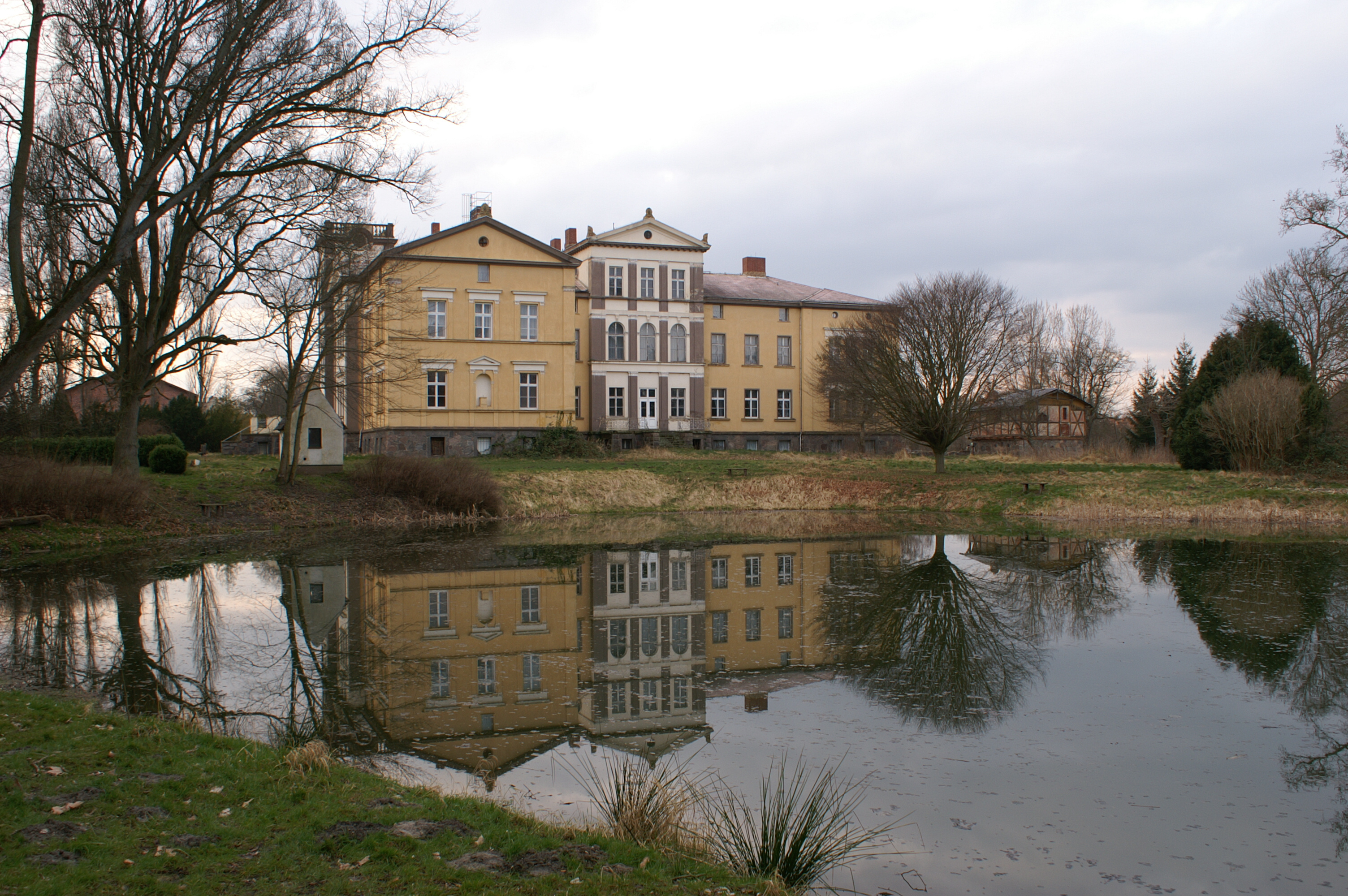
Schloss Gültz
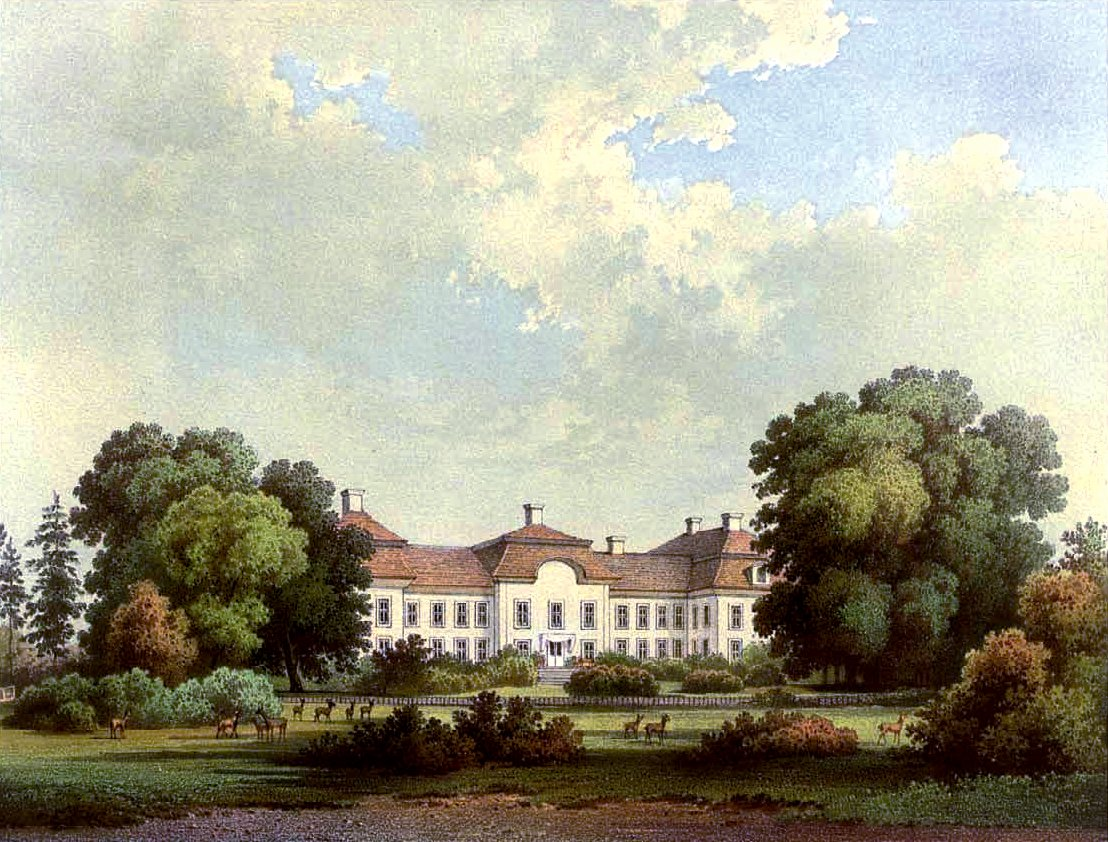
Gut Rottmannshagen um 1860
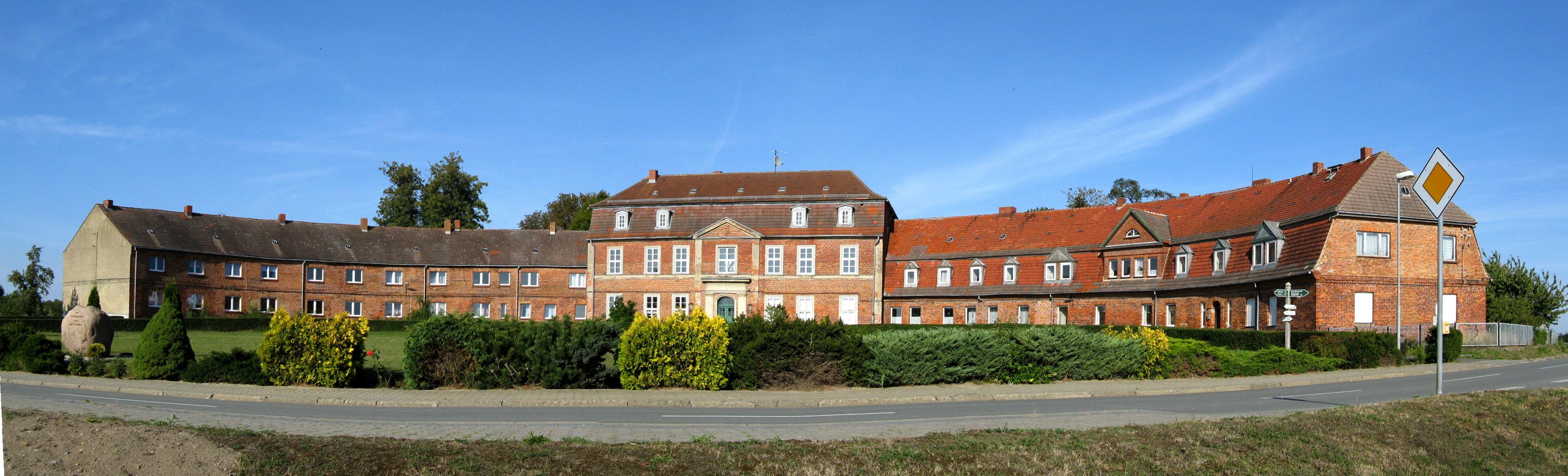
Gutshaus Zettemin
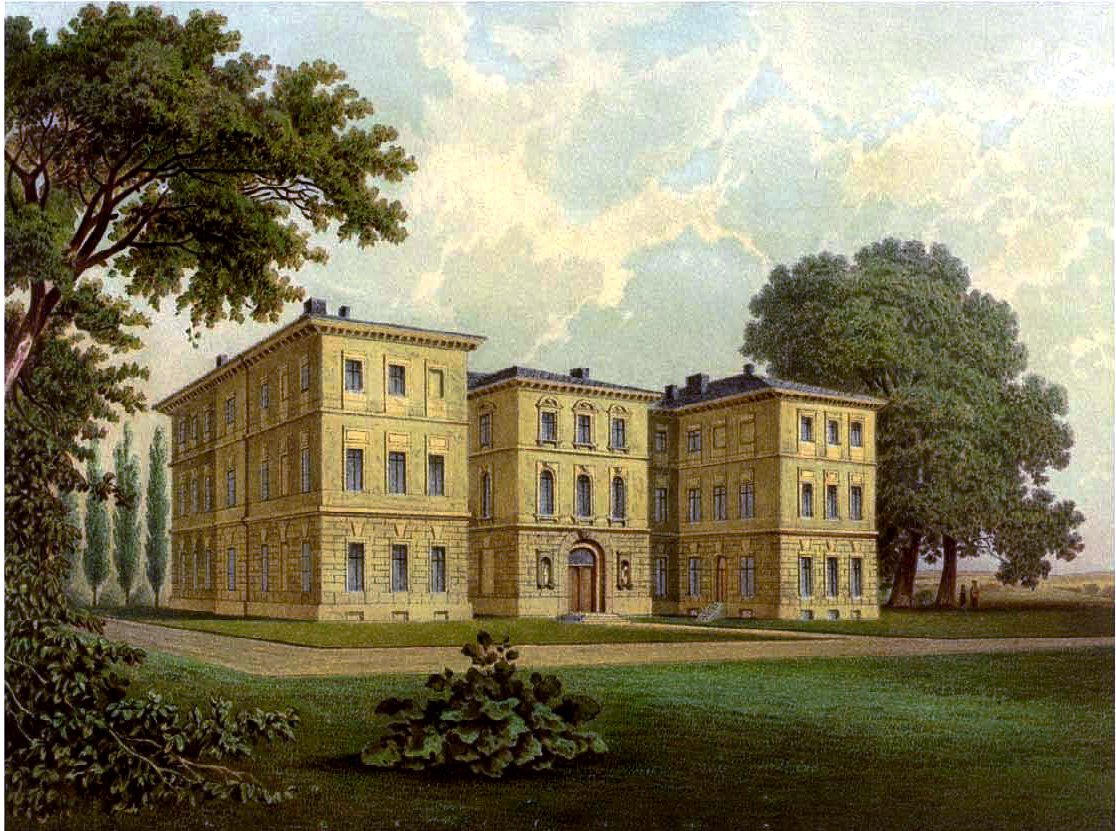
Gutshaus Wolde
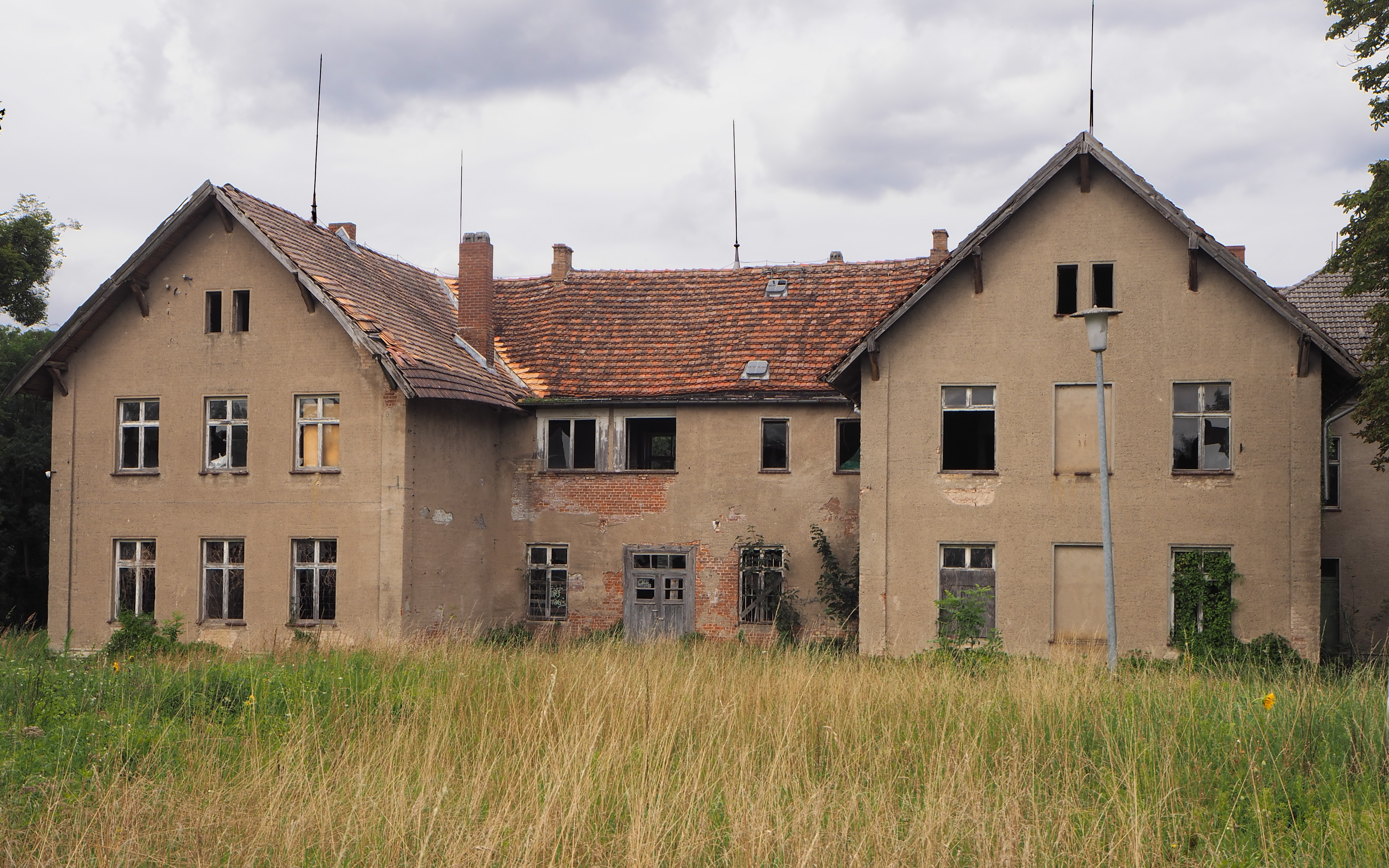
Gut Rothenmoor
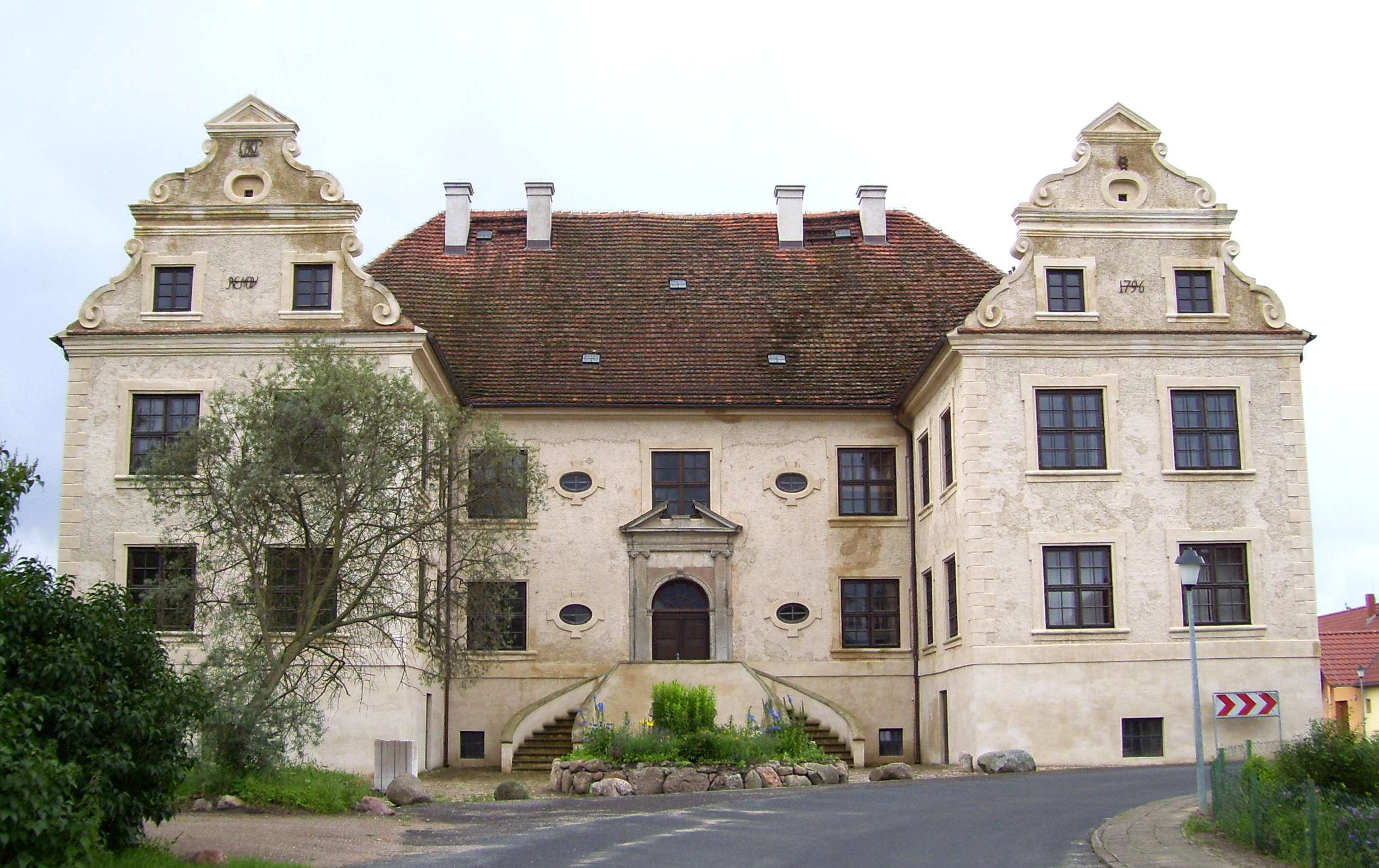
Schloss Schmarsow
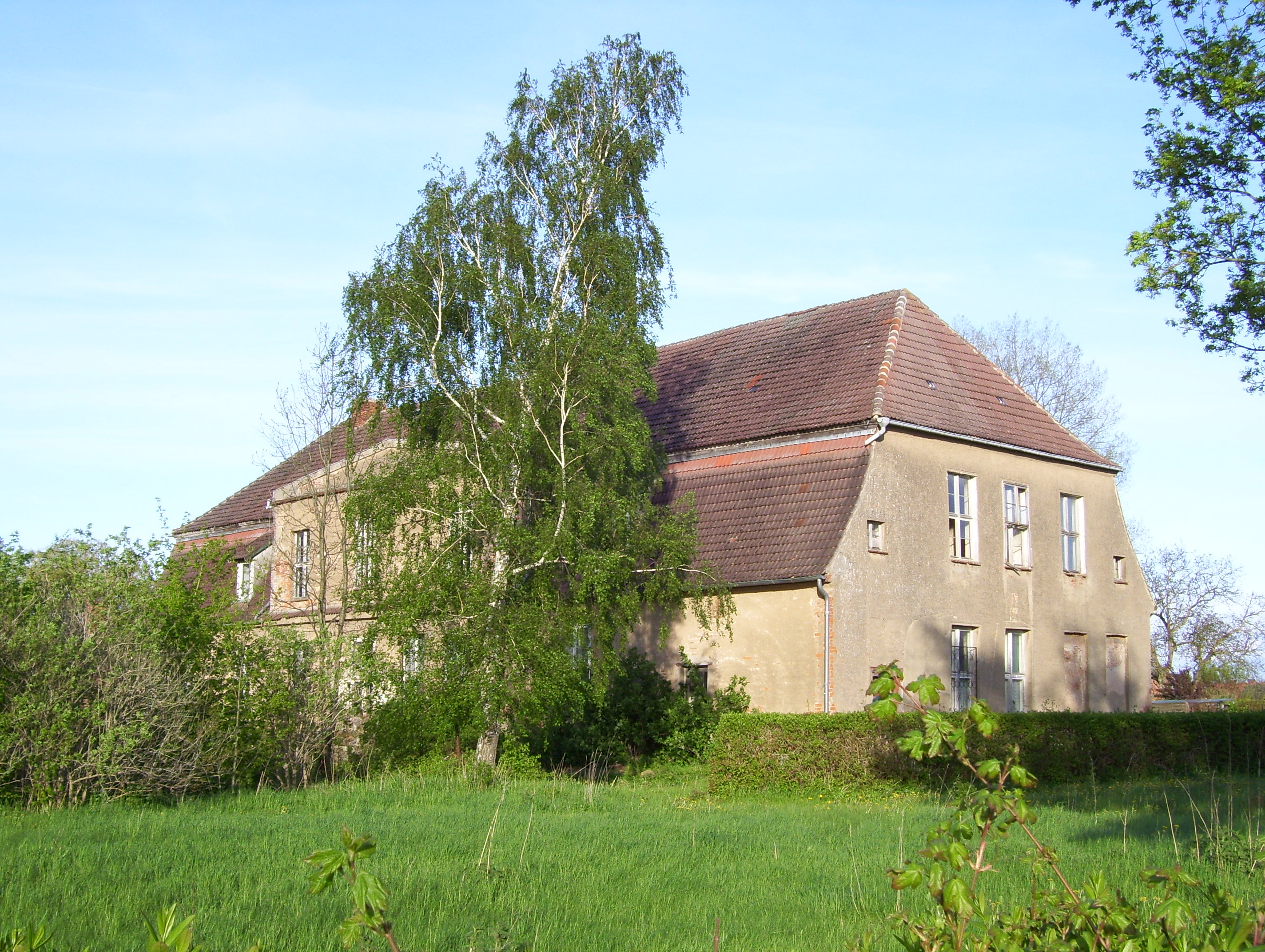
Ganschendorf bei Sarow
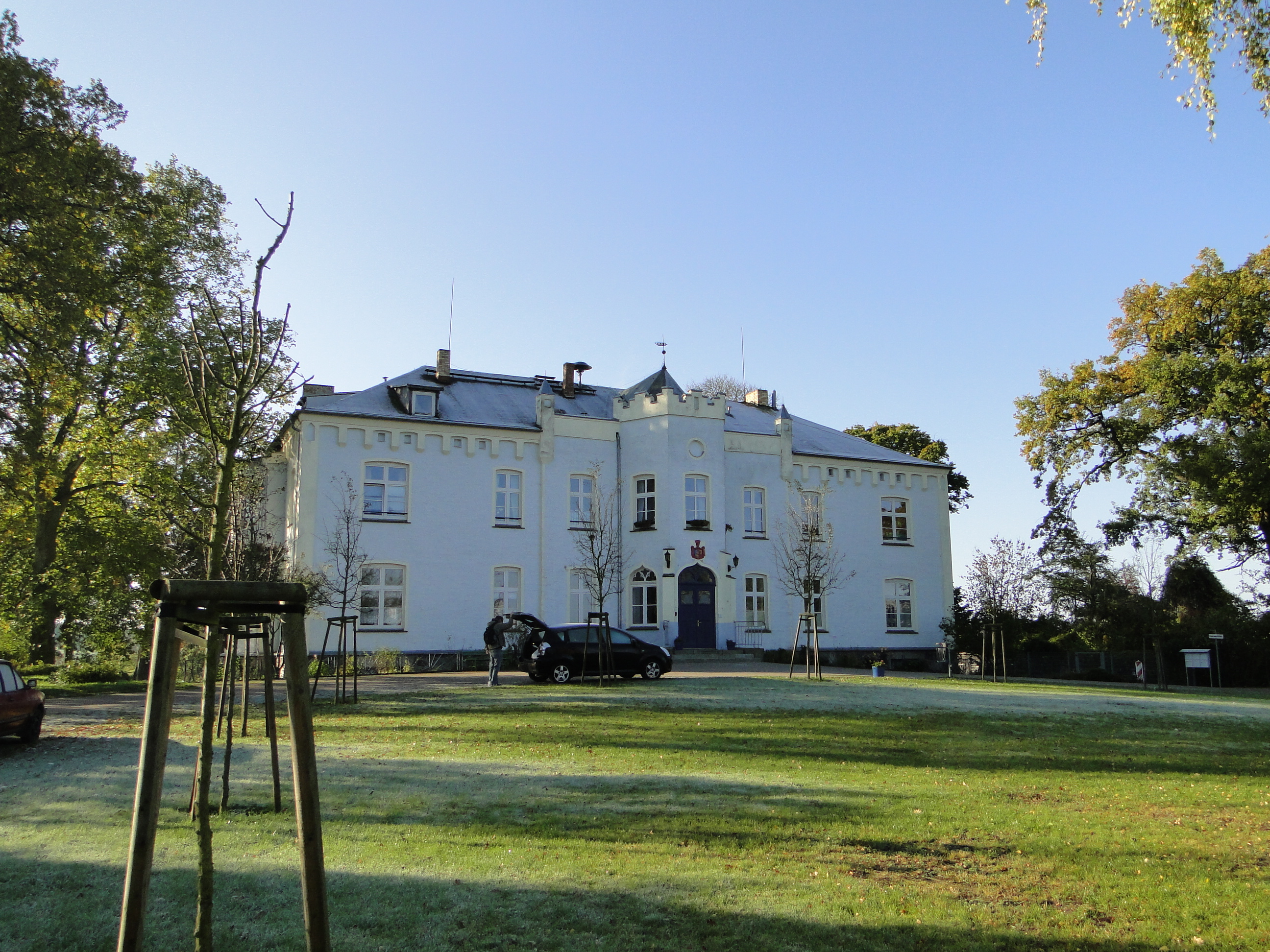
Herrenhaus Krukow

### Enteignung 1945 und Wiedereinrichtung ab 1990
Durch die Bodenreform 1945 wurden die Maltza(h)n enteignet, von ihren Besitzungen in Mecklenburg und Vorpommern vertrieben und flüchteten daraufhin in den Westen.
Nach der Wiedervereinigung 1990 gelang es einigen Familienzweigen, wieder landwirtschaftliche Betriebe in der alten Heimat einzurichten, u. a. in Ulrichshusen, Vanselow, Moltzow, Pinnow, Grubenhagen und Krümmel. Insbesondere Helmuth von Maltzahn (1949) (* 1949) bemüht sich als Investor, Hotelier und Sanierer von Gutshäusern um den denkmalgeschützten Baubestand historischer Gutshäuser und Gutshofanlagen in Mecklenburg; zu seinen Projekten gehören das erfolgreiche Hotel im wieder aufgebauten Schloss Ulrichshusen sowie die Gutshäuser Gützkow, Gnemern, Rothenmoor und Tützpatz.

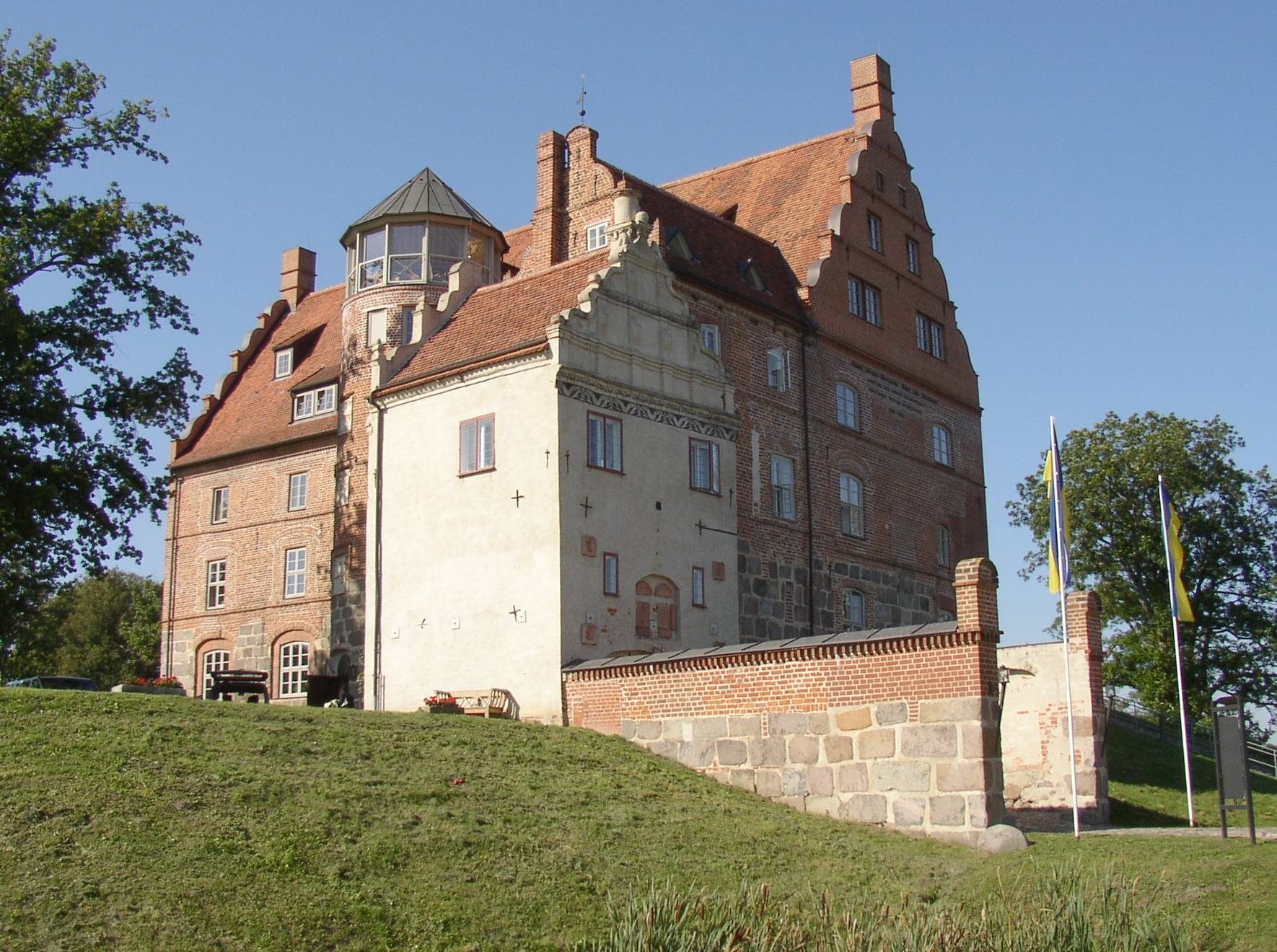
Schloss Ulrichshusen
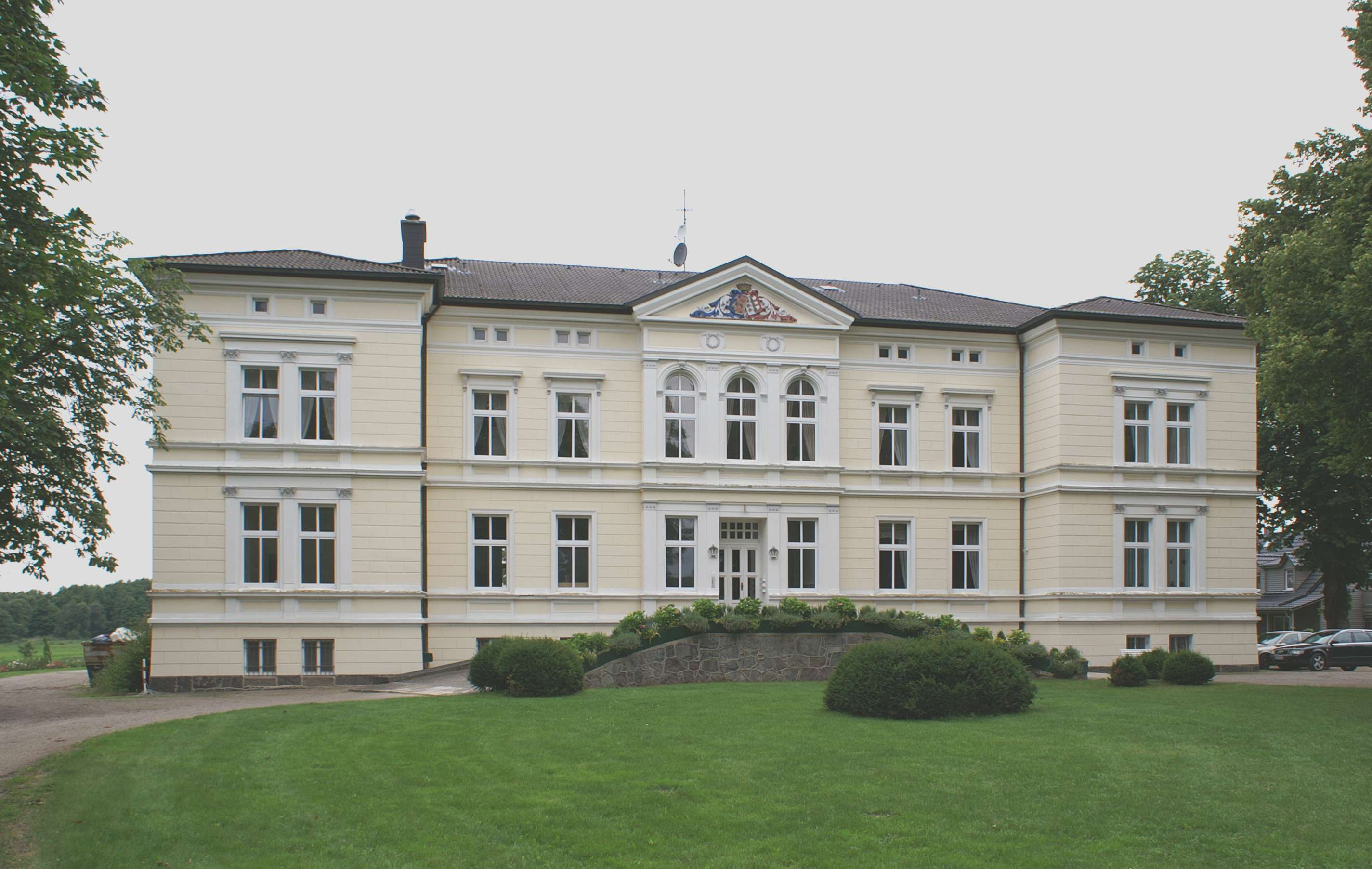
Gut Vanselow
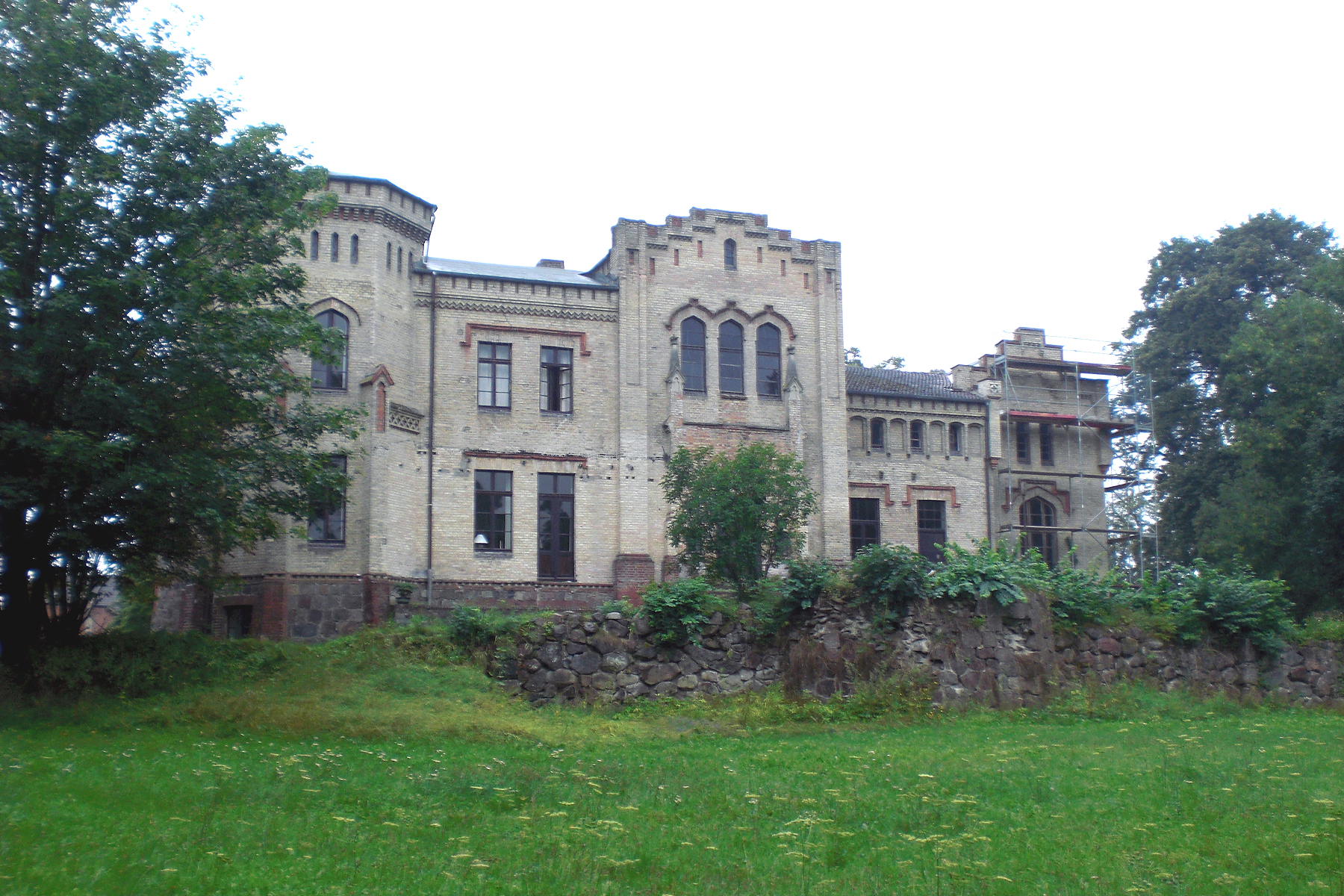
Gut Moltzow
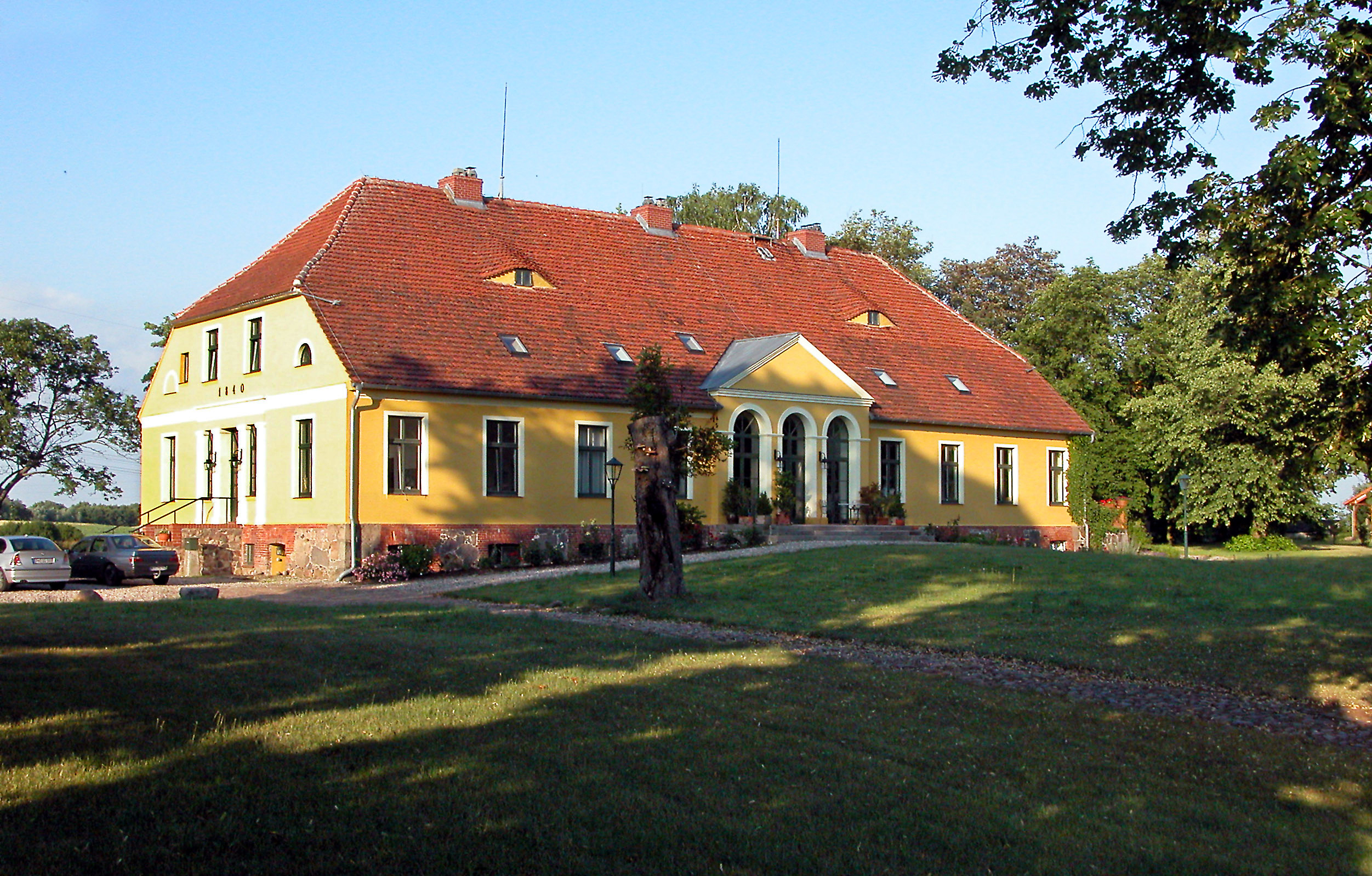
Gut Grubenhagen
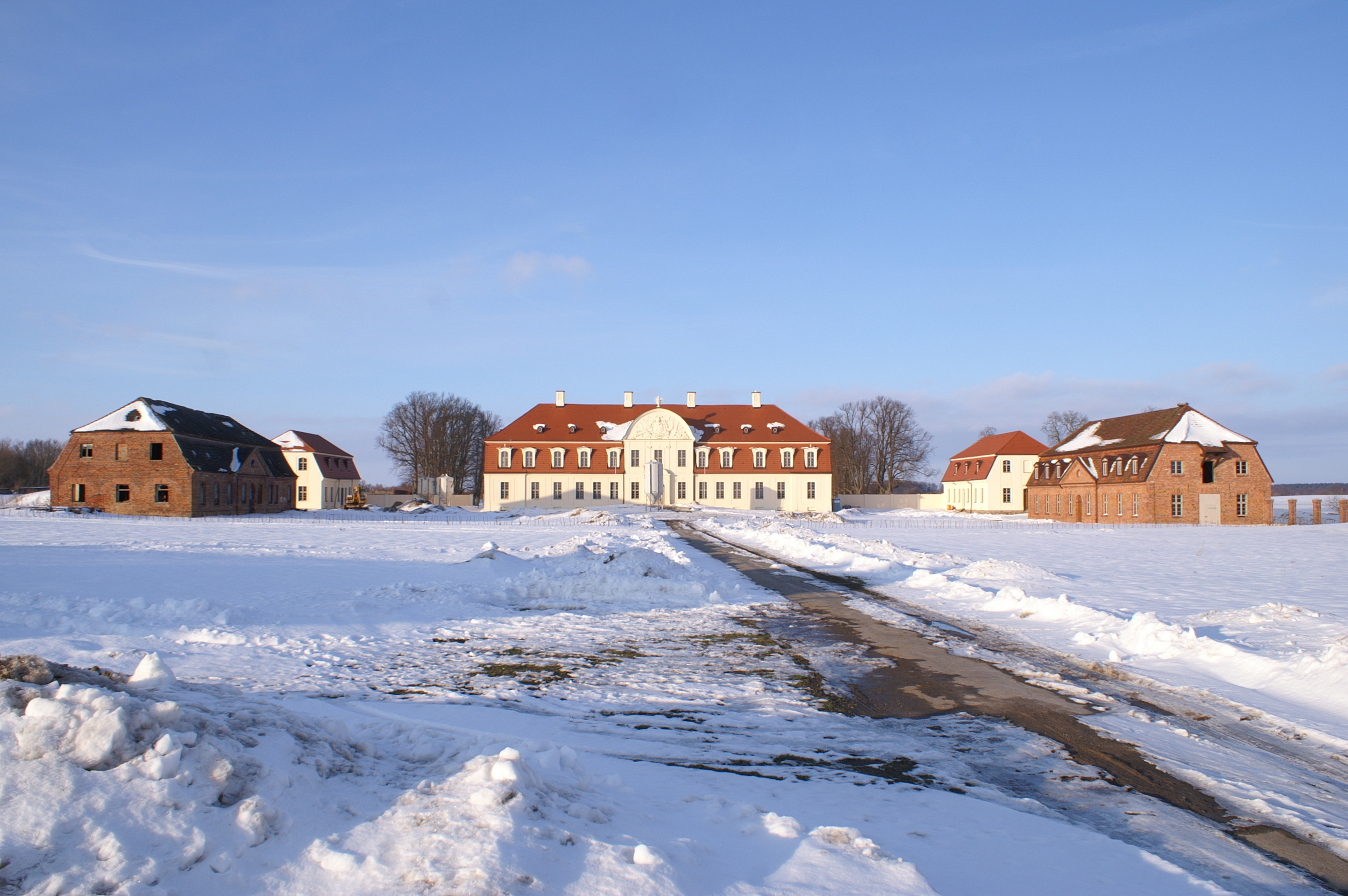
Gut Gützkow

## Wappen

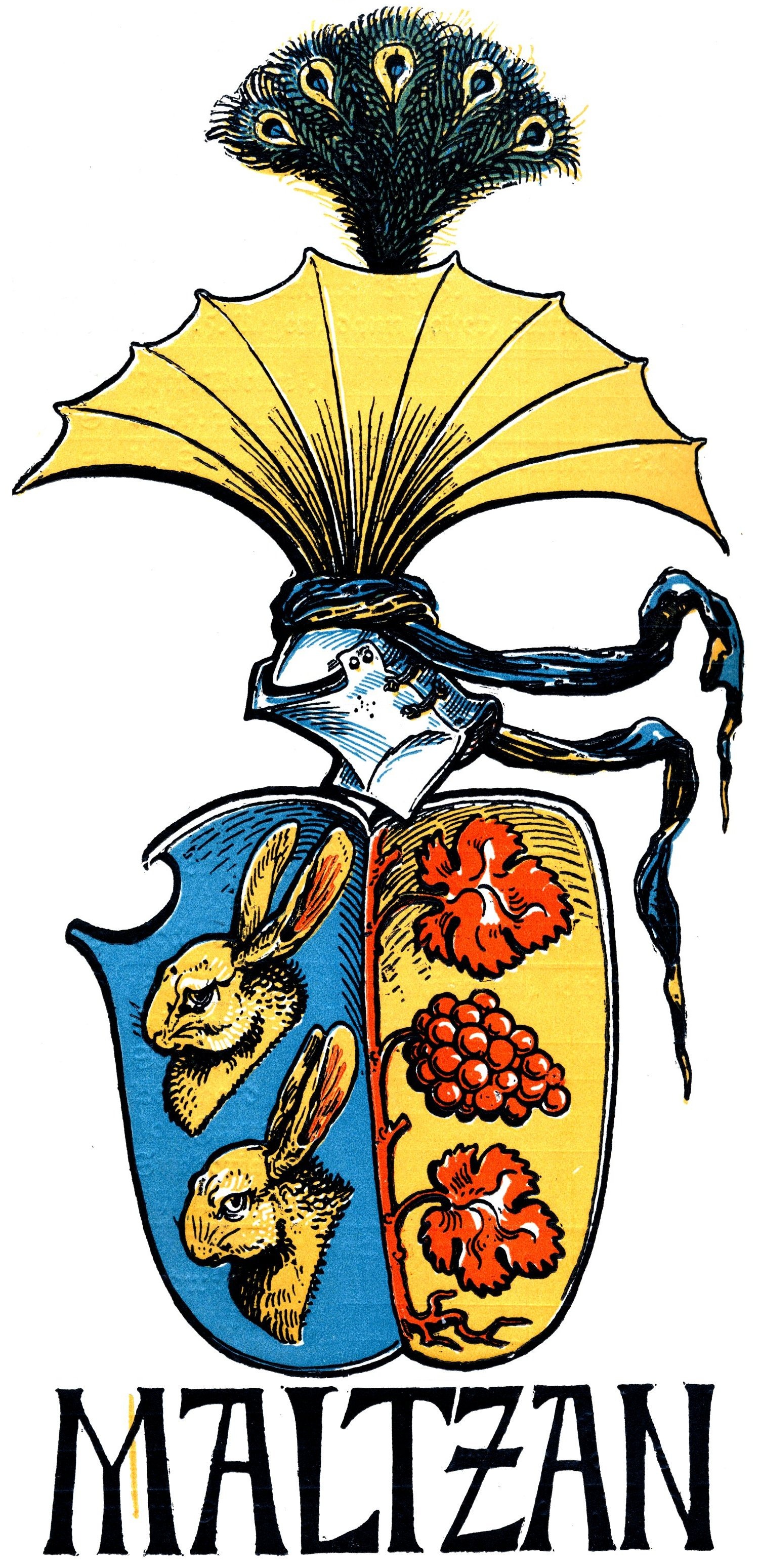
Wappengrafik von Otto Hupp im Münchener Kalender von 1902

Das gespaltene Stammwappen zeigt (heraldisch) rechts in Blau übereinander zwei abgerissene goldene Hasenköpfe und links in Gold am Spalt einen entwurzelten roten Weinstock mit einer roten Traube zwischen zwei roten Blättern. Auf dem Helm mit rechts blau-goldenen und links rot-goldenen Decken stehen sieben goldene Pfähle vor einem natürlichen Pfauenwedel von sieben Federn (ursprünglich eigentlich ein fächerartiges Schirmbrett, das oben mit einem Pfauenwedel bestückt ist).
Für beide Linien des Geschlechts sind im 18. und 19. Jahrhundert geringfügig modifizierte Wappen nachweisbar.

### Abgeleitete Ortswappen

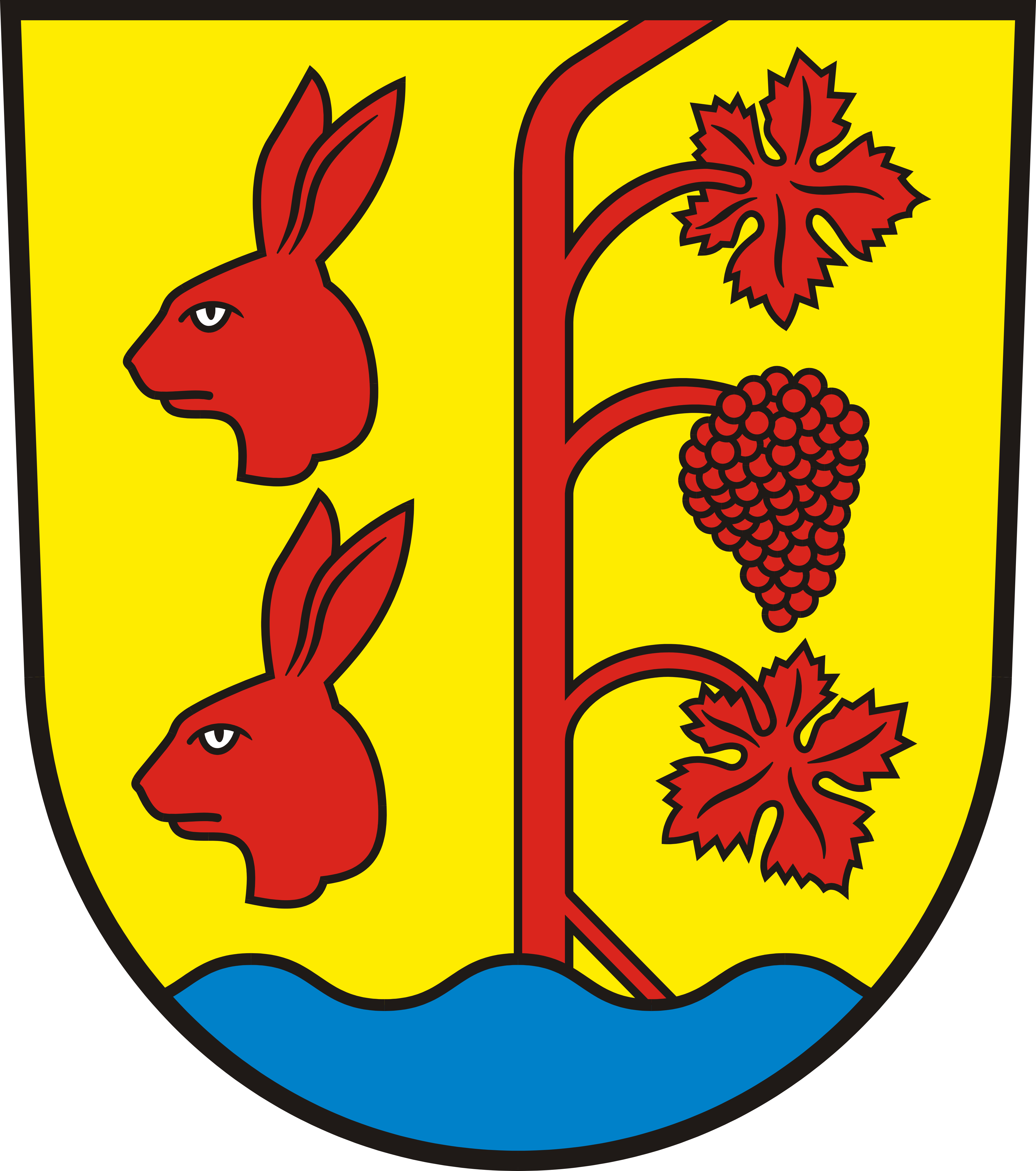
Kummerow (am See)

## Legendenhafte Ursprünge
Jakob Christoph Iselin schildert die Ursprünge eher legendenhaft:

„Molzan oder Malzan, eine vornehme gräfliche und freiherrlich Familie in Schlesien, hat ihren Ursprung aus Pommern und hernach aus Mecklenburg, woselbst und in Pommern auch noch eine Linie floriert, und das Erbland-Marschallamt von Stettin besitzt. Dieses Geschlecht stammt her von Ludolf de Molzane oder Moltzan der sich um das Jahr 1060 in Pommern aufgehalten und am ersten den christlichen Glauben bekennet. Er hat das Schloß und die Kirche zu Engelmünster an der mecklenburgischen Grenze erbauet und von seiner Gemalin Giesela einen Sohn hinterlassen, welcher um das Jahr 1112 lebte, und der Georgium zeugte, der um das Jahr 1134 im leben war, und von einer ‚von Hohenstein‘ Ludovicum nach sich ließ, dessen um das Jahr 1195 gedacht wir. Dieser hat sich mit einer ‚von Rantzau‘, Eckernwerde im mecklenburgischen erheiratet und Bernhardinum gezeuget, welcher um das Jahr 1218 florierte, und das Städelein Bellin im mecklenburgischen erkaufte. Sein Sohn Heinrich lebte anno 1265 und verließ nach Heuricum, der den Waldemaro, König von Dänemark, wohl angesehen, und anno 1289 noch im Leben gewesen, hernach in Copenhagen gestorben ist, Mit einer ‚von Ahnen‘, deren Geschlecht hernach in den Grafenstand erhoben wurde, hat  er Georgium gezeuget, so anno 1310 lebte und durch seine Heirat mit einer ‚von Königsmark‘ die Güter Bennikendorf, und Heidau in der Mark Brandenburg an sich brachte…“

## Namensträger

### Objekte
- Präsident Freiherr von Maltzahn, (* 1928); zweimastiger Hochseekutter; (in Fahrt)[11]
- Freiherr von Maltzahn (Lederwaren), deutscher Lederwarenhersteller[12]

### Bekannte Familienmitglieder
- Adolf Georg Otto von Maltzan (genannt Ago v. Maltzan; 1877–1927) deutscher Staatssekretär und Botschafter, Leiter der Ostabteilung des Auswärtigen Amtes
- Albrecht Joachim von Maltzahn (1611–1676)
- Albrecht von Maltzahn (1821–1877), deutscher Rittergutsbesitzer
- Anna von Maltzahn (1856–1895), geb. von Plessen, Gründerin d. Mecklenburg. Frauenvereins f. Frauenmission,[13][14] Besitzerin von Schloss Blücherhof
- Andreas von Maltzahn (* 1961), mecklenburgischer Landesbischof
- August Graf von Maltzan (1823–1878), Standesherr und Mitglied des Preußischen Herrenhauses
- Axel von Maltzahn (Landrat, 1808) (1808–1841), deutscher Verwaltungsjurist und Landrat
- Axel von Maltzahn (General, 1849) (1849–1928), preußischer Generalmajor
- Axel von Maltzahn (Landrat, 1868) (1868–1931), Landrat des Kreises Grimmen
- Axel Albrecht von Maltzahn (1693–1781), Herr auf Kummerow, preußischer Landrat, Erblandmarschall von Pommern
- Bernd von Maltzan (auch Moltzahn), auch der Böse Bernd, († 1525 in Wolde, Raubritter, 1491 zum Erblandmarschall von Pommern-Stettin ernannt)
- Bernhard von Maltzan (1820–1905), Exzellenz, Präsident des Oberlandesgerichts Rostock, erster Schüler des Pädagogium Putbus 1836
- Burchard Friedrich von Maltzahn, Herr auf Duchow, Herzberg und Lenchow; preußischer geheimer Rat und Hofmarschall (* 1773 in Rottmannshagen - † 1837 in Berlin)
- Carl Albrecht Helmuth von Maltzahn (1766–1832), preußischer Kriegs- und Domänenrat, Landrat und Generallandschaftsrat
- Caroline Freifrau von Maltzahn (1799–1855), Vorbild für Theodor Fontanes Gräfin Christine Holk in seinem Roman Unwiederbringlich (1891)
- Christian von Maltzahn (1956–1997), Verleger, Redakteur und Mitbegründer des Bruno Gmünder Verlages
- Christoph von Maltzahn (1943–2022), deutscher Historiker
- Curt von Maltzahn (1849–1930), Konteradmiral, Seekriegstratege, Militärhistoriker
- Dietrich Christoph Gustav von Maltzahn (1726–1775), preußischer Landrat
- Elisabeth von Maltzahn (1868–1945), Schriftstellerin
- Falk von Maltzahn (* 1938), deutscher Jurist und ehemaliger Richter am Bundesgerichtshof
- Ferdinand von Maltzan, Reichsfreiherr zu Wartenberg und Penzlin (1778–1849), Erblandmarschall des Fürstentums Wenden, der am 18. Oktober 1816 als Erster in Mecklenburg die Aufhebung der Leibeigenschaft auf seinen Gütern verkündete
- Friedrich von Maltzan (1783–1864), mecklenburgischer Landrat
- Friedrich von Maltzahn (1807–1888), mecklenburgischer Gutsbesitzer und Politiker
- Friedrich von Maltzahn, Freiherr zu Wartenberg und Penzlin (1838–1914), preußischer Generalleutnant und mecklenburgisch-strelitzscher Oberhofmarschall
- Friedrich von Maltzahn (1848–1907), preußischer General der Kavallerie, Generaladjutant von Friedrich Franz III.
- Georg von Maltzahn (1572–1620), Erblandmarschall von Pommern, Erbherr auf Kummerow, Osten, Vanselow
- Georg von Maltzan (* 1953), deutscher Admiral
- Günther von Maltzahn (1910–1953), ehemaliger Jagdflieger der deutschen Luftwaffe
- Gustav Robert von Maltzahn (1807–1882), deutscher Jurist und Mitglied der Frankfurter Nationalversammlung
- Hans-Adalbert von Maltzahn (1894–1934), deutscher Kulturjournalist
- Hans Albrecht von Maltzahn (1934–2020), deutscher Polospieler
- Hans Dietrich von Maltzahn (1725–1757), deutscher Diplomat
- Hans Jaspar von Maltzahn (1869–1929), deutscher Politiker
- Hans Ludwig von Maltzahn (1837–1899), deutscher Rittergutsbesitzer und Politiker, MdR
- Hans Albrecht von Maltzan (1754–1825), oldenburgischer Diplomat und Regierungspräsident

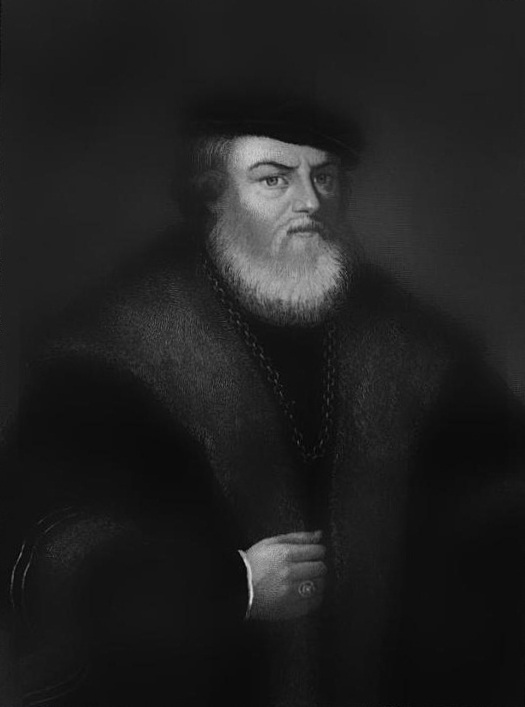
Joachim von Maltzan (1492–1556), kaiserlicher Feldmarschall, ab 1530 Reichsfreiherr zu Wartenberg und Penzlin

- Joachim von Maltzan (1492–1556), kaiserlicher Feldmarschall, ab 1530 Reichsfreiherr zu Wartenberg und PenzlinHeinrich von Maltzan, Reichsfreiherr zu Wartenberg und Penzlin (1826–1874), deutscher Schriftsteller und Orientalist
- Helmuth von Maltzahn (Oberpräsident) (1840–1923), preußischer Offizier und Politiker (Deutsch-Konservative Partei)
- Helmuth von Maltzahn (Verwaltungsjurist) (1870–1959), deutscher Verwaltungsjurist und Gutsbesitzer
- Helmuth Dietrich von Maltzahn (1761–1826), preußischer Generalmajor
- Hellmuth von Maltzahn (1900–1966), deutscher Goethe-Forscher und Museumsdirektor
- Hermann von Maltzan (Bischof) (vor 1299–1322), deutscher Geistlicher, Bischof von Schwerin
- Hermann von Maltzan (Forschungsreisender) (1843–1891), deutscher Forschungsreisender und Dichter
- Joachim Andreas von Maltzan, Freiherr zu Wartenberg (1707–1786), preußischer Gesandter und Kabinettsminister
- Joachim (Achim) von Maltzahn († 1473), pommerscher Rittergutsbesitzer und Erblandmarschall
- Joachim von Maltzan (1492–1556), Reichsfreiherr zu Wartenberg und Penzlin, kaiserlicher Feldmarschall
- Joachim Carl von Maltzan (1733–1813), preußischer Minister und Gesandter
- Julius von Maltzan, Reichsfreiherr zu Wartenberg und Penzlin (1812–1896) mecklenburgischer Gutsherr, Politiker und Publizist
- Karl von Maltzahn (1797–1868), preußischer Oberlandstallmeister und Landrat des Landkreises Demmin
- Katrin von Maltzahn (* 1964), deutsche Professorin, Malerin und Grafikerin
- Ludolf von Maltzan Reichsfreiherr zu Wartenberg und Penzlin (1864–1942), Gutsbesitzer und Mitglied des Deutschen Reichstags
- Maria Gräfin von Maltzan, Freiin zu Wartenberg und Penzlin (1909–1997), deutsche Biologin, Tierärztin und Widerstandskämpferin gegen das Nazi-Regime
- Mortimer von Maltzahn (1793–1843), preußischer Diplomat und 1841/42 Außenminister
- Otto Julius von Maltzan, Reichsfreiherr zu Wartenberg und Penzlin (1812–1896), von 1854 bis 1866 Klosterhauptmann im Kloster Dobbertin, 1851–60 Verwalter der Bülowschen Wildnis (Holstein), Besitzer von Klein Luckow, verheiratet mit Anna Sophie von Bülow[15]
- Paul Freiherr von Maltzahn (1945–2018), deutscher Diplomat
- Ronja Maltzahn (* 1993), deutsche Sängerin, Songschreiberin und Multiinstrumentalistin
- Rudolf von Maltzahn (Politiker, 1794) (1794–1868), deutscher Gutsherr und Politiker, MdL Preußen
- Rudolf von Maltzahn (Politiker, 1834) (1834–1885), deutscher Rittergutsbesitzer und Politiker, MdR
- Viktor von Maltzahn (1823–1901), Erblandmarschall von Alt-Vorpommern und Mitglied des Preußischen Herrenhauses
- Vollrath von Maltzan (1899–1967), Diplomat, 1955–1958 Botschafter der Bundesrepublik in Frankreich
- Wendelin Freiherr von Maltzahn (1815–1889), deutscher Literaturforscher
- Wilhelm von Maltzan (1854–1933), deutscher Rittergutsbesitzer, Reichstagsabgeordneter, Direktor des Mecklenburgischen Ritterschaftlichen Kreditvereins[16]

### Sekundärliteratur
- Karl Eduard Vehse: Geschichte der deutschen Höfe seit der Reformation, Band 36, Teil 2. Die Kleinen Deutschen Höfe, Hamburg 1856, S. 143 ff. Titel
- Dietrich von Maltzahn, Christoph Kleemann (Mitarbeit): Mein erstes Leben oder Sehnsucht nach Freiheit. 4. Auflage, belleville Verlag Michael Farin, München 2009, ISBN 978-3-933510-97-6.
- Andrej Seuss: Der Vice-Malik. Hans-Adalbert von Maltzahn – Berliner Bohème und Pariser Exil,  Vergangenheits-Verlag, Berlin 2002, ISBN 978-3-86408-282-5.